# Conseil de Glamorgan Spring Bay
Le conseil de Glamorgan Spring Bay est une zone d'administration locale sur la côte est de la Tasmanie en Australie.
La municipalité comprend les villes de:
- Swansea,
- Orford,
- Triabunna,
- Coles Bay,
- Bicheno

ainsi que l'île Maria et la péninsule Freycinet.
Le conseil doit son nom à la région de Glamorgan au Pays de Galles